# ジョナス・ブルー
ジョナス・ブルー（本名：ガイ・ジェームズ・ロビン）は、ロンドンをベースに活動する英国人の音楽プロデューサー、トラックメイカー、作曲家、編曲家の音楽アーティスト兼DJ、リミキサー。。

## 来歴
2015年に発売したトレイシー・チャップマンの1988年のヒット曲をトロピカル・ハウス風にカバーしたデビュー・シングル『Fast Car』が全英シングルチャートで2位を記録した。2018年5月に発売した『Rise』は全英シングルチャート3位を記録、同曲は日本でもヒットとなり2019年に日本ゴールドディスク大賞ベスト3 ニュー・ アーティスト(洋楽)を獲得している。
2022年に発売されたWhy Don't Weとのコラボ曲『Don't Wake Me Up』は、日本のダンス&ボーカルグループBE:FIRSTによるカバーバージョンも発売されている。

## 来日公演
- 2017年10月8日 - 東京 CLUB CAMELOT-DJ[4]
- 2018年4月28日 - 東京 ageHa@studio coast-DJ
- 2018年4月29日 - 京都 WORLD KYOTO-DJ[5]
- 2018年9月15日 - 東京 ULTRA JAPAN 2018-DJ[6]
- 2018年11月27日 - 東京 WARP SHINJUKU-DJ[7]
- 2019年3月13日 - 大阪 なんばHatch
- 2019年3月14日 - 東京 新木場 STUDIO COAST[8]
- 2019年7月26日 - 新潟 FUJI ROCK FESTIVAL '19
- 2019年7月30日 - 東京 めざましサマーライブ[9]
- 2020年3月11日 - 東京 ZEPP DiverCity Tokyo
- 2020年3月12日 - 神奈川 ZEPP YOKOHAMA
- 2020年3月13日 - 福岡 ZEPP Fukuoka
- 2020年3月16日 - 大阪 ZEPP Namba
- 2020年3月17日 - 名古屋 ZEPP Nagoya[10]
- 2022年7月29日 -新潟  FUJI ROCK FESTIVAL '22